# چهارراه هفتم
چهارراه هفتم (انگلیسی: The Seventh Cross) یک فیلم در ژانر درام و جنگی به کارگردانی فرد زینمان و اندرو مارتون است که در سال ۱۹۴۴ منتشر شد.

## بازیگران
- اسپنسر تریسی
- سیگنی هاسو
- هیوم کرونین
- جسیکا تندی
- اگنس مورهد
- هربرت رادلی
- فلیکس برسارت
- ری کالینز
- جورج مکریدی
- هلنه وایگل
- استیون گری
- الکساندر گراناخ
- ایلی مالیون
- جرج زوکو
- کارن ورنه
- لودویگ دونات
- رابرت بلیک
- هیو بومونت
- چارلز مک‌گرا
- میچل لوئیس
- کانی گیلکریست
- ویلیام ادموندز
- جو یول
- فرانک هاگنی
- فرد آلدریچ